# Erdnusssauce

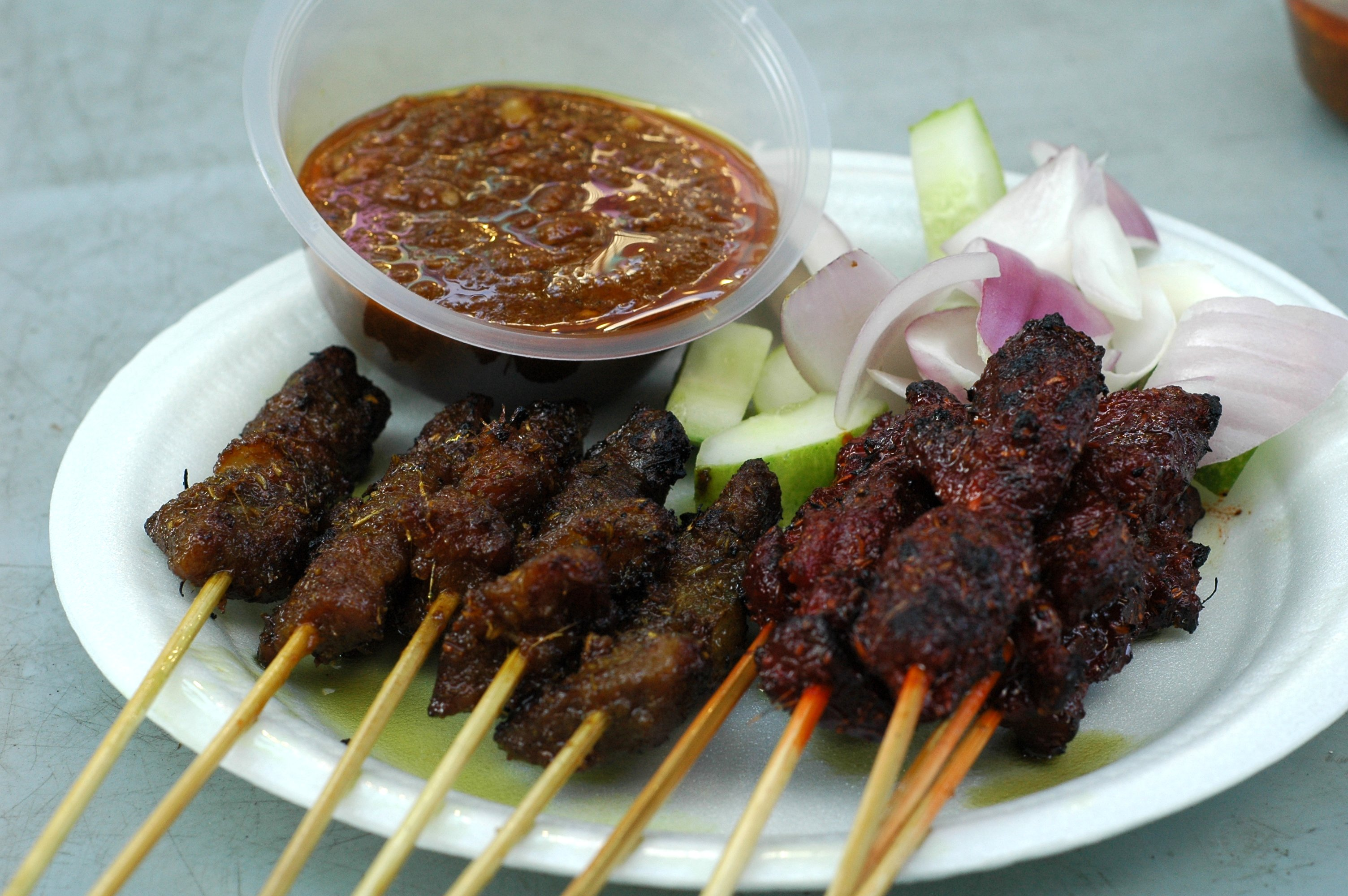
Satay mit Erdnusssoße in Singapur

Erdnusssauce ist eine Sauce auf Basis von Erzeugnissen aus Erdnüssen.

## Satésauce
Satésauce (auch Satesauce und Sataysauce) ist eine Würzsauce bzw. ein Dip, der ursprünglich aus Indonesien und Thailand stammt und hauptsächlich für das Grillgericht Saté verwendet wird. Ähnliche Saucen werden auch in den Nationalküchen von Malaysia, Vietnam und China verwendet. Von den Einwohnern der ehemaligen niederländischen Kolonie Niederländisch-Indien wurde die Sauce in die Esskultur der Niederlande eingebracht.
Die Hauptzutat sind geröstete Erdnüsse, die auch durch Erdnussbutter ersetzt werden können. Aufgrund der verschiedenen Rezepte für die Zubereitung von Erdnusssauce existieren viele Varianten. Neben Erdnüssen gehören Wasser, Milch, Kokosmilch, Zwiebeln, Knoblauch und andere würzende Zutaten (z. B. Koriander, Kreuzkümmel, Chilipulver, brauner Zucker und Zitronengras) zu den verbreiteten Zutaten.

## Niederländische Variante

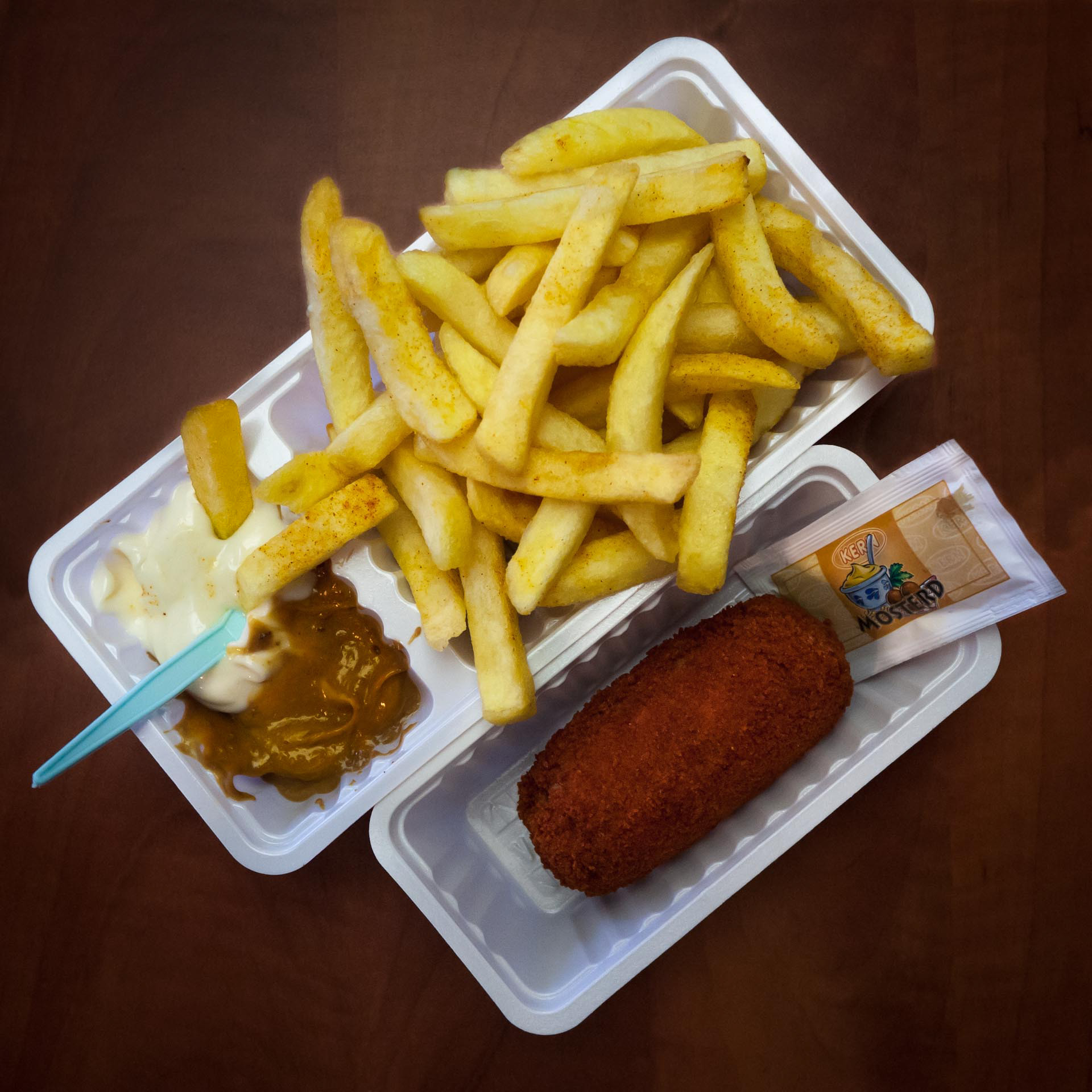
Patatje oorlog mit einer kroket

In der niederländischen Küche ist die Sauce unter dem Namen satésaus oder pindasaus als Einfluss der Kolonialzeit verbreitet. Die niederländische Variante weicht ab von der traditionellen Sauce und wird in der Regel mit Erdnussbutter, Milch/Wasser, Ketjap, Sambal und Knoblauch zubereitet. Sie wird mit traditionellen indonesischen Gerichten wie gegrillten Satay-Spießen, mit Reis, sowie mit Pommes frites und verschiedenen Snacks wie Frikandellen oder Hamburger gegessen. Bekannt ist auch das Gericht Patatje oorlog (zu deutsch ‚Pommes-Krieg‘), das aus Pommes frites mit Mayonnaise, Erdnusssauce und Zwiebeln besteht und in vielen niederländischen Imbissbuden angeboten wird. Weiterhin wird in den Niederlanden oftmals auch beim Grillen Erdnusssauce serviert. Die Sauce ist auch in niederländischen Supermärkten und Imbissbuden erhältlich.

## Maafe
In Mali, Senegal und Gambia wird eine Erdnusssauce mit Tomaten unter der Bezeichnung Maafe (auch wolof Mafé, Maffé, Maffe für ‚Gericht‘, franz. sauce d'arachide für ‚Erdnusssauce‘, bamana tigadèguèna, tigadenena für ‚Erdnusspastensauce‘, domodah oder engl. Groundnut Stew für ‚Erdnusseintopf‘) verwendet. In verschiedenen lokalen Varianten wird sie mit unterschiedlichen Beilagen serviert. Eine Variante von Maafe ist im 19. Jahrhundert durch Sklaven in die USA eingeführt worden, wo sie als Virginia peanut soup bezeichnet wird.